# ロビン・スウィコード
ロビン・ステンダー・スウィコード（Robin Stender Swicord, 1952年10月23日 - ）は、アメリカ合衆国の脚本家、映画監督。女性。

## 来歴
サウスカロライナ州コロンビア出身。フロリダ州立大学卒業。
1980年に脚本家デビュー。2005年、『SAYURI』で第10回サテライト賞脚色賞を受賞した。2008年、『ベンジャミン・バトン 数奇な人生』の原案を担当、第81回アカデミー脚色賞にノミネートなど高い評価を受けた。また、1993年に短編映画The Red Coatで映画監督デビュー、2007年に『ジェイン・オースティンの読書会』で長編映画監督デビューした。
エリア・カザンの息子で脚本家のニコラス・カザンと結婚、2人の娘ゾーイ・カザンとマヤ・カザンは女優になった。

## 主なフィルモグラフィ

### 映画
- サザンクロス/偽りの暗殺計画 Cuba Crossing (1980) 脚本・原案
- シャグ Shag (1989) 脚本
- The Red Coat (1993) 短編映画、監督・脚本
- 若草物語 Little Women (1994) 脚本・共同製作
- 太陽に抱かれて The Perez Family (1995) 脚本・製作総指揮
- マチルダ Matilda (1996) 脚本・共同製作
- プラクティカル・マジック Practical Magic (1998) 脚本・共同製作
- SAYURI Memoirs of a Geisha (2005) 脚本
- ジェイン・オースティンの読書会 The Jane Austen Book Club (2007) 監督・脚本
- ベンジャミン・バトン 数奇な人生 The Curious Case of Benjamin Button (2008) 原案
- アイ'ム ホーム 覗く男 Wakefield (2016) 監督・脚本
- THE PROMISE/君への誓い The Promise (2016) 脚本
- ストーリー・オブ・マイライフ/わたしの若草物語 Little Women (2019) 製作

### テレビシリーズ
- ボクらを見る目 When They See Us (2019) リミテッドシリーズ、計2話脚本